# Michał (Gabriczidze)
Michał, imię świeckie Mamuka Gabriczidze (ur. 25 stycznia 1966) – gruziński duchowny prawosławny, od 2013 biskup Tianeti i Pszaw-Chewsureti.

## Życiorys
13 lipca 1998 otrzymał święcenia diakonatu, a 12 listopada tegoż roku – prezbiteratu. 20 października 2013 otrzymał chirotonię biskupią.